# Stade rennais rugby
Pour les articles homonymes, voir Stade rennais (homonymie).
Maillots
Actualités
Le Stade Rennais Rugby est un club féminin de rugby à XV français participant au Championnat de France féminin de rugby à XV. Le club, basé à Rennes, engage six équipes : Élite 1 (première division), Réserve Elite, Seven (InExtenso SuperSevens), Élite Moins de 18 ans (Championnat de France à VII et à XV) et deux équipes de Rugby à Toucher.

## Historique

### Naissance du club
Le club voit le jour le 25 août 1999  à l’initiative d’un triumvirat composé de Lionel Brouder, président fondateur, Philippe Morant et Yann Moison. L’édification de ce jeune club a tout d’abord reposé sur la constitution d’une école de rugby implantée alors dans le quartier de Cleunay, au cœur de la cité rennaise, du côté du square Yves-Montand.
En 2001-2002, l’équipe fanion, invaincue en championnat régulier, se qualifie pour les demi-finales du championnat de France de deuxième division et accède à la poule B de la première division élite. En 2003-2004, l’équipe termine à la deuxième place de première division poule B et perd en finale du challenge Armelle-Auclair contre Bruges Blanquefort. En 2005, l’équipe revient en finale du challenge Armelle-Auclair, mais s'incline devant Montpellier sur le score de 14 à 11. Elle accède cependant à la première division.

### Le Top 8
Pour leur première saison en première division, les filles du Stade rennais rugby atteignent la finale de l'élite, mais doivent s'incliner en finale contre les Catalanes de Toulouges (3-8).
En 2010-2011, le Stade Rennais Rugby termine à la seconde place du Top 10, meilleure place obtenue en saison régulière par le club et gagne en demi-finale de phase finale contre Montpellier (20-13), après une série de trois défaites à ce stade contre ce club, et retrouve en finale Perpignan (ex-USAT XV Toulouges). Comme en 2005-2006, les Rennaises sont battues par les Catalanes (11-15).

## Palmarès
- Championnat de France de rugby à XV
  - Vice-champion : 2006 et 2011

- Élite 2 Armelle-Auclair
  - Finaliste : 2004 et 2005

- Championnat de France de rugby à sept Élite féminine :
  - Finaliste (1) : 2019
- Championnat de France des équipes Réserve : 
  - Champion : 2015 et 2016

### Les finales de championnat

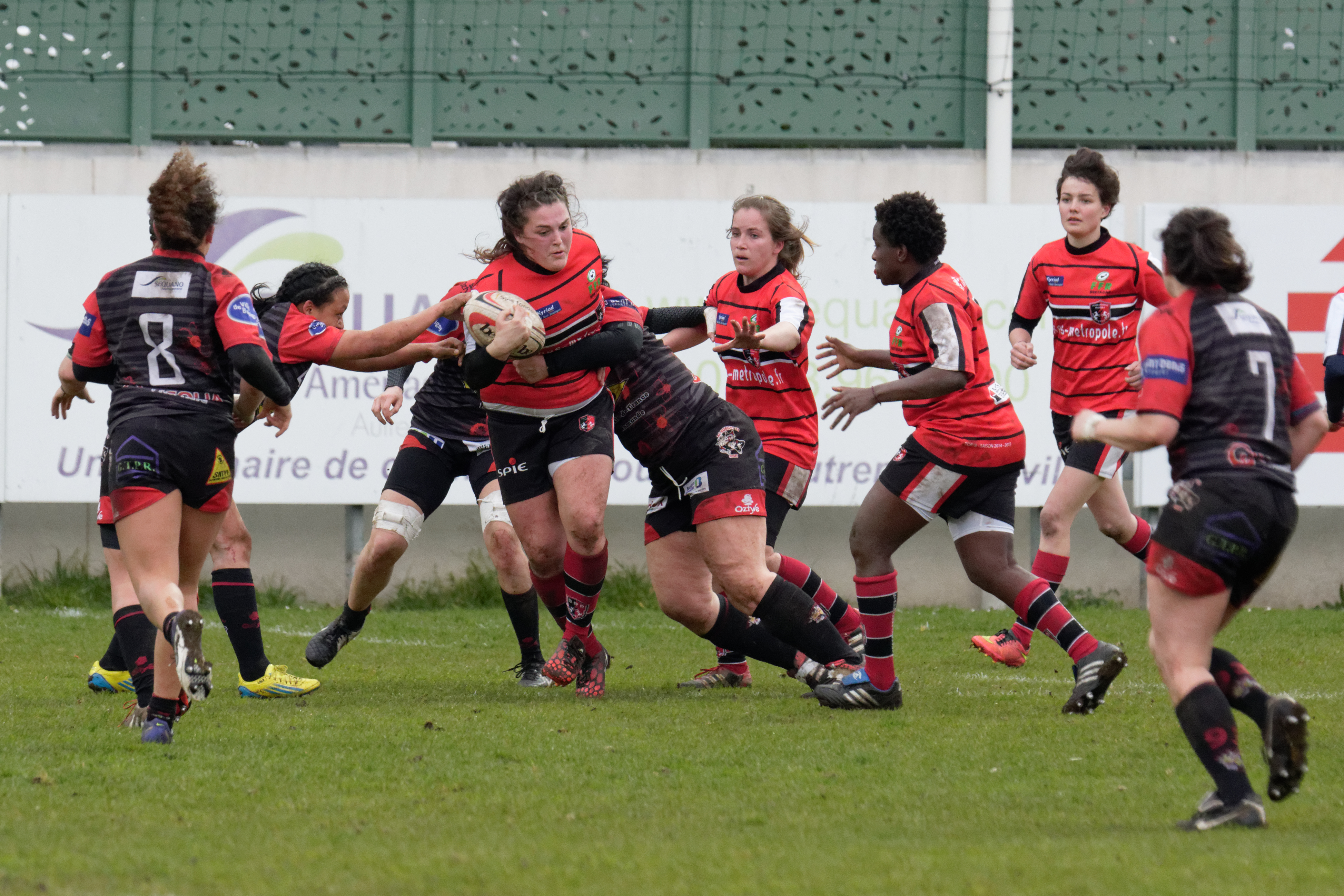
Bobigny-Rennes lors de la saison 2014-2015

| Compétition  | Date de la finale | Vainqueur              | Finaliste           | Score | Lieu de la finale      |
| ------------ | ----------------- | ---------------------- | ------------------- | ----- | ---------------------- |
| 2e division  | 2004              | ESP Bruges Blanquefort | Stade Rennais Rugby |       |                        |
| 2e division  | 2005              | Montpellier RC         | Stade Rennais Rugby | 14-11 |                        |
| 1re division | 2006              | USA Toulouges XV       | Stade Rennais Rugby | 8-3   | La Roche-sur-Yon       |
| 1re division | 19 juin 2011      | USAP XV féminin        | Stade Rennais Rugby | 15-11 | Saint-Médard-en-Jalles |

## Bilan par saison

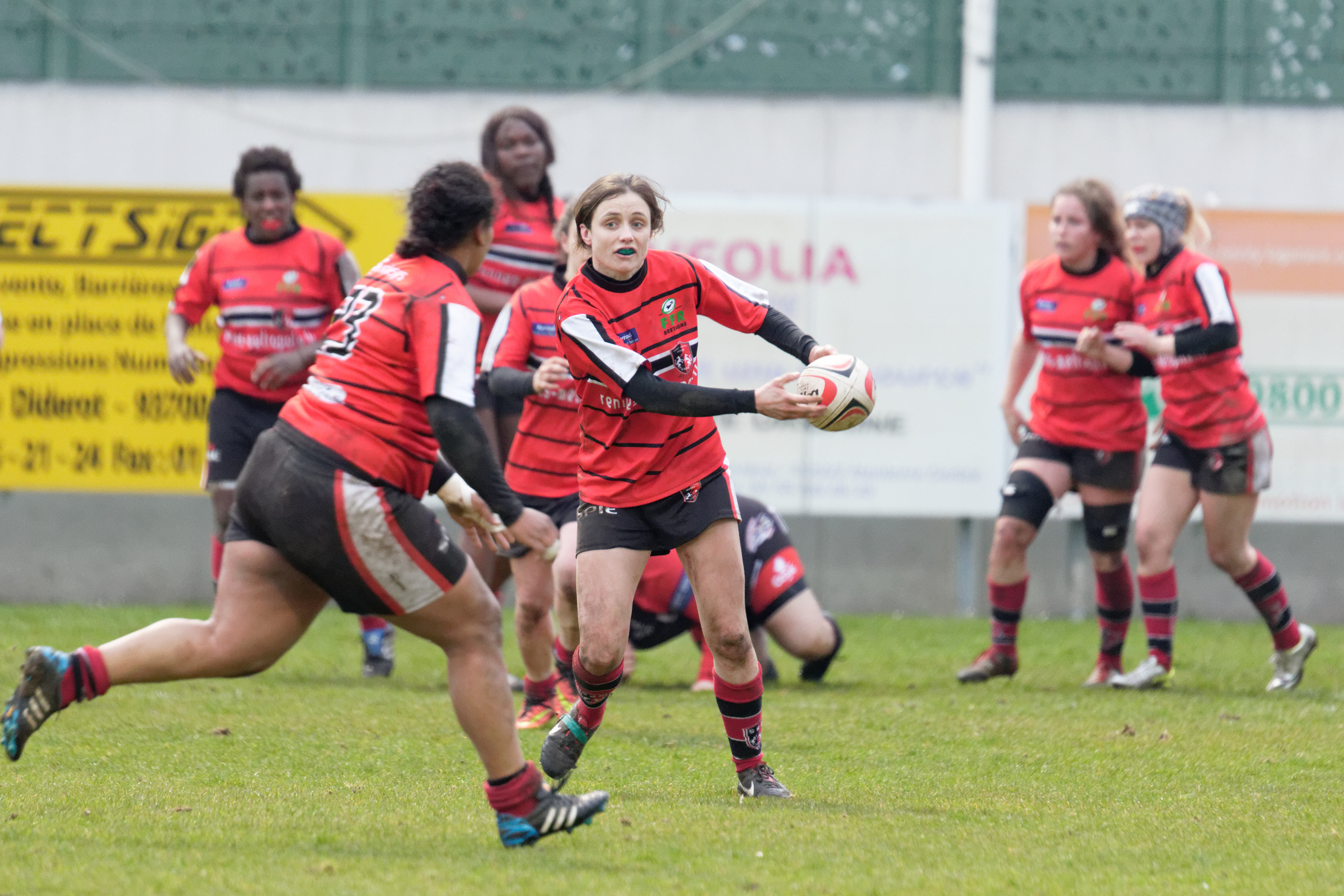
Bobigny-Rennes lors de la saison 2014-2015

| Saison    | Division                       | Saison régulière                    | Phase finale                        |
| --------- | ------------------------------ | ----------------------------------- | ----------------------------------- |
| 2003-2004 | Poule B - Armelle-Auclair (2e) | 2e/8                                | Finaliste                           |
| 2004-2005 | Poule B - Armelle-Auclair (2e) | 2e/8                                | Finaliste                           |
| 2005-2006 | Top 8 (1e)                     | ?/8                                 | Finaliste                           |
| 2006-2007 | Top 8 (1e)                     | 3e/6                                | Demi-finaliste                      |
| 2007-2008 | Top 8 (1e)                     | 5e/8                                | -                                   |
| 2008-2009 | Top 10 (1e)                    | 4e/9                                | Demi-finaliste                      |
| 2009-2010 | Top 10 (1e)                    | 3e/10                               | Demi-finaliste                      |
| 2010-2011 | Top 10 (1e)                    | 2e/10                               | Finaliste                           |
| 2011-2012 | Top 10 (1e)                    | 6e/10                               | -                                   |
| 2012-2013 | Top 10 (1e)                    | 6e/10                               | -                                   |
| 2013-2014 | Top 10 (1e)                    | 1er/5 - poule 2                     | Quarts de finale - 7e               |
| 2014-2015 | Top 8 (1e)                     | 7e/8                                | -                                   |
| 2015-2016 | Top 8 (1e)                     | 6e/8                                | -                                   |
| 2016-2017 | Top 8 (1e)                     | 5e/8                                | -                                   |
| 2017-2018 | Top 8 (1e)                     | 5e/8                                | -                                   |
| 2018-2019 | Élite 1 (1e)                   | 4e/8 - poule 1                      | Quarts de finale                    |
| 2019-2020 | Élite 1 (1e)                   | 5e/8 - poule 2 (saison interrompue) | 5e/8 - poule 2 (saison interrompue) |
| 2020-2021 | Élite 1 (1e)                   | 2e/4 - poule 2                      | 4e/4 - play-off poule 1             |
| 2021-2022 | Élite 1 (1e)                   | 5e/7 - poule 1                      | -                                   |
| 2022-2023 | Élite 1 (1e)                   | 5e/6 - poule 1                      | -                                   |
| 2023-2024 | Élite 1 (1e)                   | 5e/6 - poule 2                      | Vainqueur des play-down             |
| 2024-2025 | Élite 1 (1e)                   | 10e/10                              | -                                   |

Légende : 1e ,2e : échelons de la compétition

## Personnalités historiques du club

### Joueuses internationales

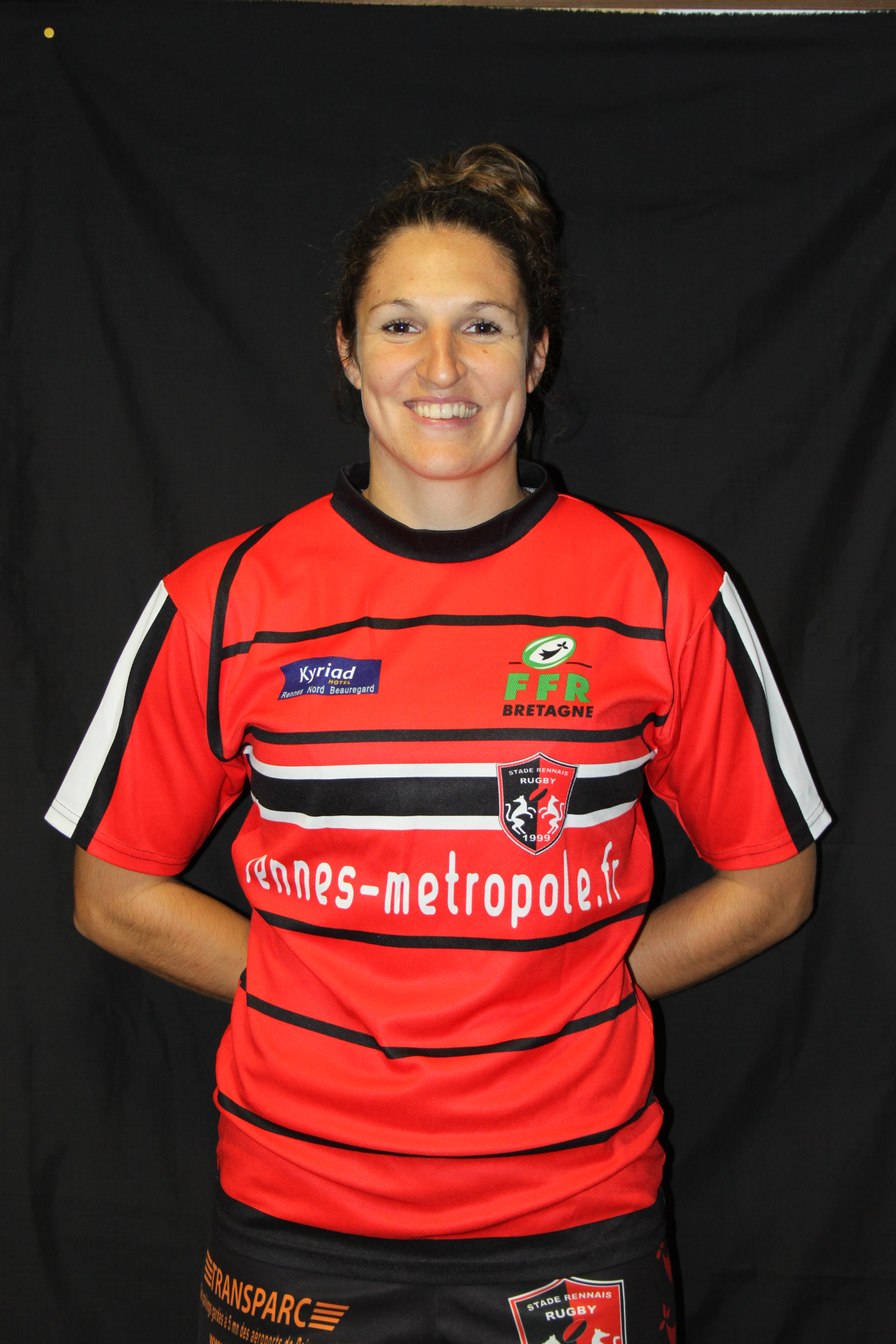
Lénaïg Corson avec le maillot du Stade rennais rugby.

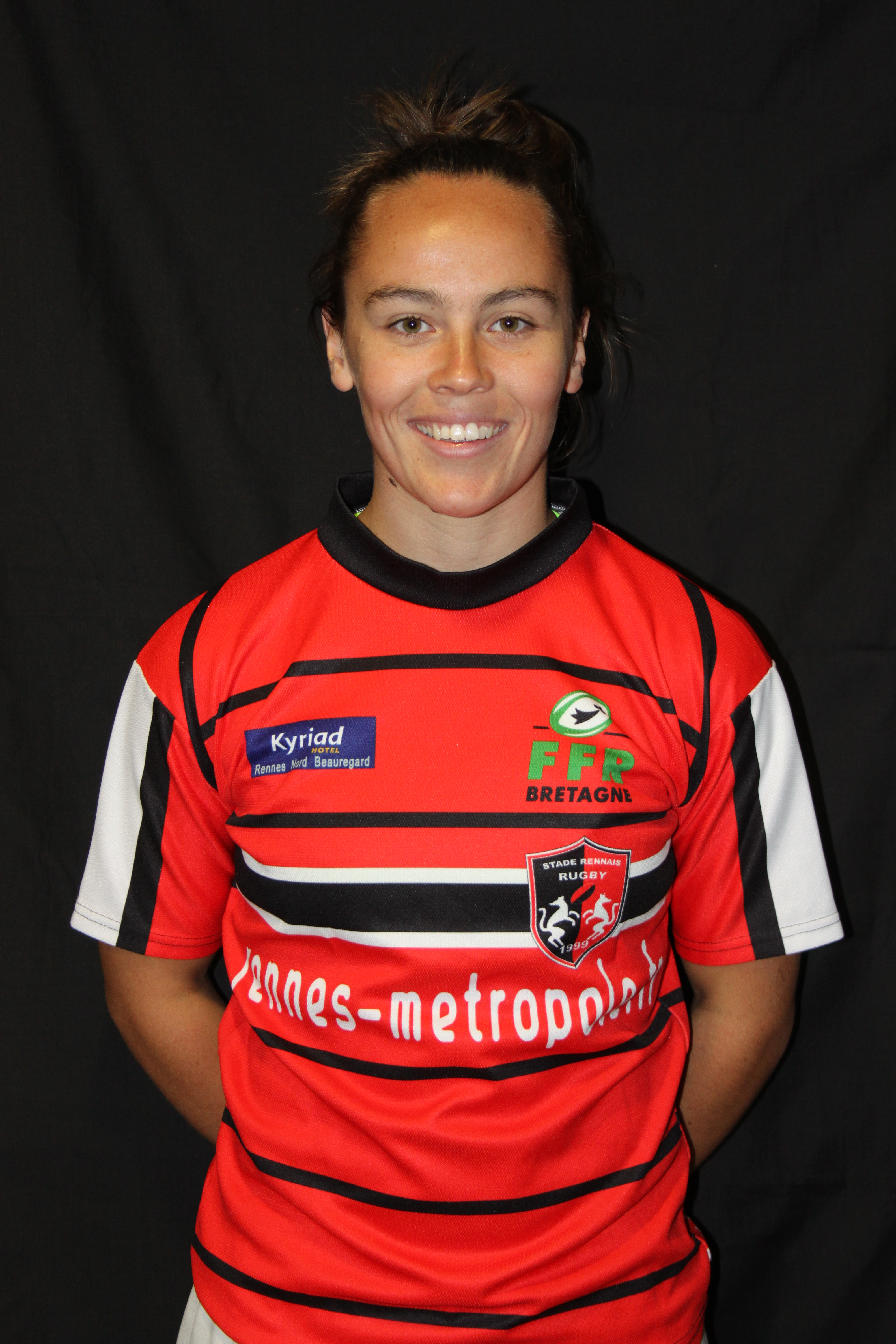
Jade Ulutule (née Le Pesq) en 2015.

- Sandrine Agricole - France à XV et à sept
- Arkya Aït Lahbib - France XV
- Céline Allainmat - France à sept et à XV
- Ilaria Arrighetti - Italie à XV et à sept
- Violaine Aubrée - France à XV
- Luisa Basei Tisolo - Fidji à sept
- Melissa Bettoni - Italie à XV
- Camille Boudaud - France XV
- Claire Canal - France à XV
- Lucie Canal - France à XV
- Alba Capell - Espagne à XV
- Meritxell Carreras Gruart - Espagne à XV
- Marie-Aurélie Castel - France à XV
- Monica Castelo Mejuto - Espagne à XV
- Lénaïg Corson - France à XV et à sept
- Awa Coulibaly - Italie à XV
- Emilie Courtois - France à XV
- Aurélie Cousseau - France à XV
- Aline D'Hooge - France à XV
- Caroline Drouin - France à XV et à sept
- Margaux Ducès - France à XV et à sept
- Lucie Élodie (épouse Soula) - France à XV et à sept
- Hélène Ezanno - France à XV
- Perrine Fagnen - France à sept
- Marta Ferrari - Italie à XV et à sept
- Lucia Gai - Italie à XV
- Lucille Godiveau - France à XV et à sept
- Marie-Charlotte Hebel - France à XV et sept
- Elisabeth Lohre - Norvège à sept
- Lénaïck Lorre - France à XV
- Valentine Lothoz - France à sept
- Rosa Marcé - France à XV
- Litia Naiqato - Fidji à sept
- Theresa Nolan - Irlande à XV
- Clémence Ollivier - France à XV
- Isabel Ozorio - Portugal à XV
- Élisa Riffonneau - France à XV
- Suliana Sivi - France à sept
- Sofia Stefan - Italie à XV et à sept
- Jessy Trémoulière - France à XV et à sept
- Jade Ulutule (née Le Pesq) - France à XV et à sept
- Yolaine Yengo - France à XV et à sept
- Cecilia Zublena - Italie à XV et à sept

### Présidents
- 1999 - 2008 : Lionel Brouder (aujourd'hui Président d'Honneur)
- 2008 - 2013 : Rozenn Hamel-Moreau (aujourd'hui Présidente d'Honneur)
- Depuis 2013 : Anne-Sophie Demoulin

### Entraîneurs
| Saison    | Entraineur        | Adjoints                                                                                                | Phase finale                                                                                               |
| --------- | ----------------- | --- | --- |
| 1999-2008 | Yann Moison       | | Finalistes du championnat de France en 2004, 2005 et 2006 Demi-finalistes du championnat de France en 2007 |
| 1999-2012 | Philippe Morant   | | Demi-finalistes du championnat de France en 2009 et 2010 Finalistes du championnat de France en 2011       |
| 2009-2012 | Philippe Morant   | Julien Marie                                                                                            | |
| 2012-2013 | Charles Moullec   | | |
| 2013-2014 | Charles Moullec   | Guirec Le Guillou                                                                                       | Quart de finalistes                                                                                        |
| 2014-2015 | Philippe Lansade  | Vincent Herbst (avants) Sandrine Agricole (arrières)                                                    | |
| 2015-2016 | Sandrine Agricole | Kevin Courties (avants)                                                                                 | |
| 2016-2017 | Vincent Brehonnet | Vincent Herbst (avants) Sandrine Agricole (arrières)                                                    | |
| 2017-2018 | Vincent Brehonnet | Vincent Herbst (avants)                                                                                 | |
| 2018-2020 | Vincent Brehonnet | Anne Berville (avants)                                                                                  | Quart de finalistes                                                                                        |
| 2020-2021 | Vincent Brehonnet | Anne Berville (avants) Céline Allainmat (arrières)                                                      | |
| 2021-2022 | Anne Berville     | Céline Allainmat (arrières)                                                                             | |
| 2022-2024 | Anne Berville     | Arnaud Le Berre (arrières) Céline Allainmat (préparation physique)                                      | Vainqueures des play-down en 2024                                                                          |
| 2024-2025 | Arnaud Le Berre   | Hugo Mattes (avants) Vincent Brehonnet (technique individuelle) Céline Allainmat (préparation physique) | |
| 2025-     | n.c.              | | |

Équipe réserve Élite :
- 2021-2022 : Vincent Herbst (avants) et Arthur Peron (arrières)
- depuis 2022 : Arthur Peron

Équipe U18 :
- 2021-2022 : Melissa Bettoni
- 2022-2023 : Théo Dulucq
- 2023-2024 : Théo Dulucq et Gaëtan Loseke
- depuis 2024 : Anne Berville et Basile Meunier

## Saison 2024-2025

### Organigramme du club

#### Bureau
- Présidente : Anne-Sophie Demoulin
- Secrétaire : Audrey Le Goc
- Trésorier : Robert Legrand
- Administratrice : Lénaïg Gonin
- Administratrice : Bérengère Lerebourg
- Administratrice : Rozenn Ngassa

#### Dirigeants
- Lionel Brouder : président d'honneur
- Rozenn Hamel-Moreau : présidente d'honneur
- Philippe Morant : responsable réglements & affiliations
- Patrice Ngassa : médecin
- Germaine Manac'h : dirigeante

#### Staff
- Arnaud Le Berre - entraîneur 3/4 Élite 1 & coordinateur du pôle compétitions
- Hugo Mattes - entraîneur avants Élite 1
- Arthur Peron - entraîneur équipe Réserve
- Anne Berville - entraîneur avants U18 Élite
- Basile Meunier - entraîneur 3/4 U18 Élite
- Vincent Brehonnet : entraîneur skills
- Carlos Muzzio : entraîneur mêlée
- Anne-Sophie Huet - coordinatrice pôle jeunes
- Céline Allainmat - responsable pôle préparation physique
- Alan Mousset - préparatrice physique
- Maël Gaignard - préparatrice physique
- Patrice Ngassa - responsable médical
- Charlotte Gérard-Batalla : médecin
- Clément Schaff - ostéopathe et coordination du staff médical